# Arachnothryx urophylla
Arachnothryx urophylla là một loài thực vật có hoa trong họ Thiến thảo. Loài này được (Standl. & L.O.Williams) Borhidi mô tả khoa học đầu tiên năm 1989.